# Sitônia

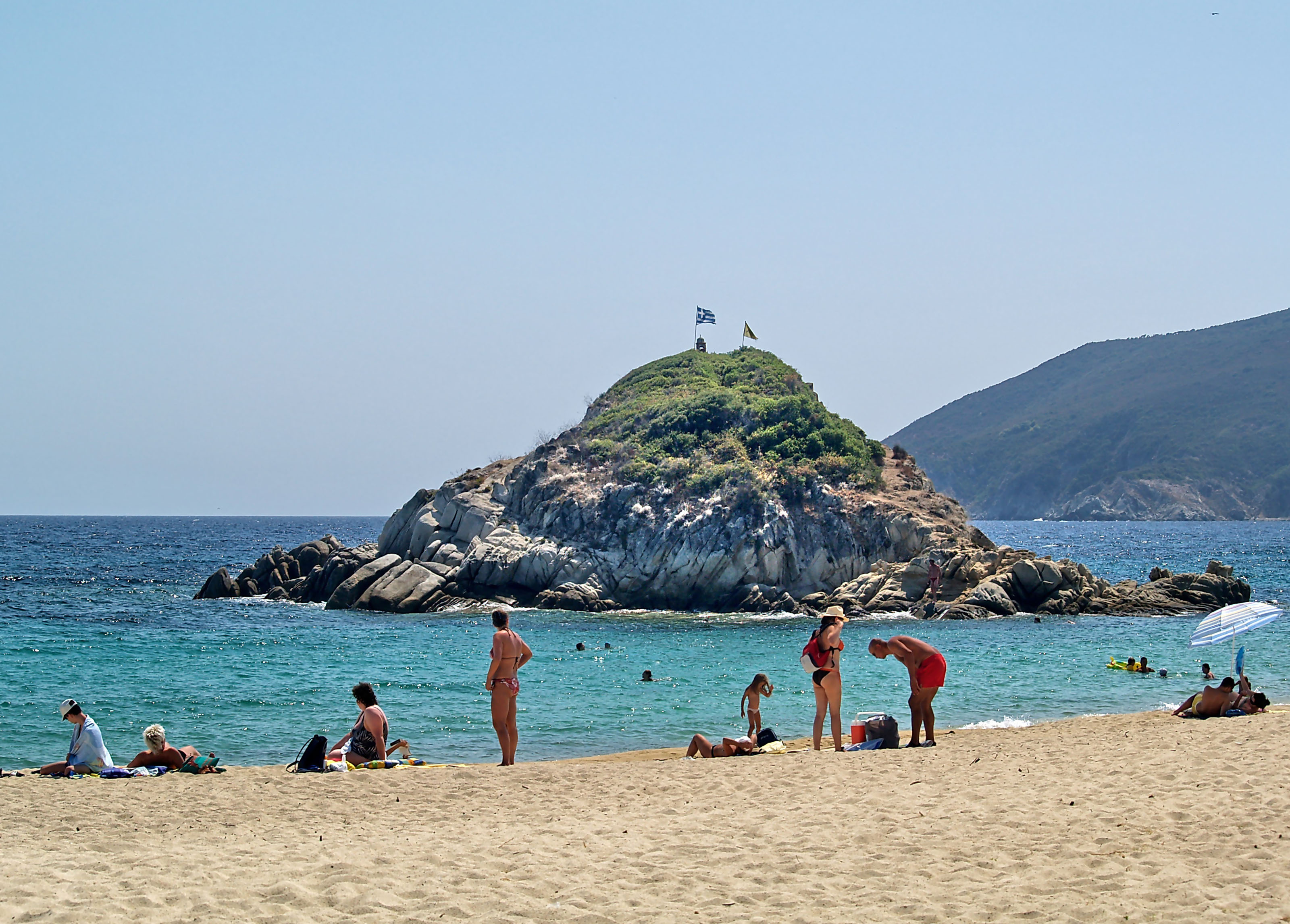
Sitônia, praia de Sícia

Sitônia é uma península a sul da parte central de Calcídica, que fica na parte centro-sul da península de Calcídica, no norte da Grécia. A península de Cassandra fica a oeste e a península do Monte Atos a leste. Sitônia é também um município com 8891 habitantes (2001).
Segundo Aulo Gélio, Sitônia era a forma antiga de se referir à Trácia.
No centro da península de Sitônia, perto da aldeia de Neo Marmaras, fica a famosa estância turística de Porto Carras, que foi o local da Cimeira de Líderes da União Europeia em 2003.
A paisagem da zona e florestada, e muito montanhosa.